# Azzana
Azzana ist eine französische Gemeinde mit 50 Einwohnern (Stand: 1. Januar 2022) im Département Corse-du-Sud in der Region Korsika. Sie gehört zum Arrondissement Ajaccio und zum Gemeindeverband L’Ouest Corse. Die Einwohner werden Azzanais (französisch) bzw. Azzaninchi (korsisch) genannt.

## Geografie
Die Gemeinde Azzana liegt auf 480 m Meereshöhe, etwa 35 Kilometer nordnordöstlich von Ajaccio in den Bergen der Insel Korsika am Westrand des Regionalen Naturparks Korsika. Zu Azzana gehören die Dörfer Soriani auf 760 m und Vignamajo auf 360 m Höhe. Umgeben wird Azzana von den Nachbargemeinden Guagno im Norden, Rezza im Osten, Tavera im Südosten, Ucciani und Vero im Süden sowie Salice im Westen. Das zwölf km² umfassende Gemeindegebiet ist fast vollständig bewaldet. Durch Azzana fließt der Cruzini, der die Gemeinde in eine Nord- und eine Südhälfte teilt.
Nördlich und südlich des Cruzinitales hat das Gebiet der Gemeinde einen ausgeprägten Gebirgscharakter mit mehreren Gipfeln über 900 m Höhe.
Zu diesen gehören:
| nördlich des Cruzinitales - Mont Tretorre 1509 m - Capo Grosso 1304 m | südlich des Cruzinitales - Punta Grossa 1051 m - Punta di a Malandrina 994 m - Punta Baricci 991 m |

## Bevölkerungsentwicklung
| Jahr      | 1962 | 1968 | 1975 | 1982 | 1990 | 1999 | 2006 | 2012 | 2021 |
| Einwohner | 200  | 193  | 149  | 81   | 54   | 56   | 53   | 40   | 52   |

Im Jahr 1901 wurde mit 510 Bewohnern die bisher höchste Einwohnerzahl ermittelt. Die Zahlen basieren auf den Daten von cassini.ehesse und INSEE.

## Sehenswürdigkeiten
- Brücke über den Cruzzini
- Pfarrkirche St. Lucia (Église paroissiale Sainte-Lucie)
- Wassermühle Giargola
- Granithöhle nahe dem Ortsteil Vignamajo

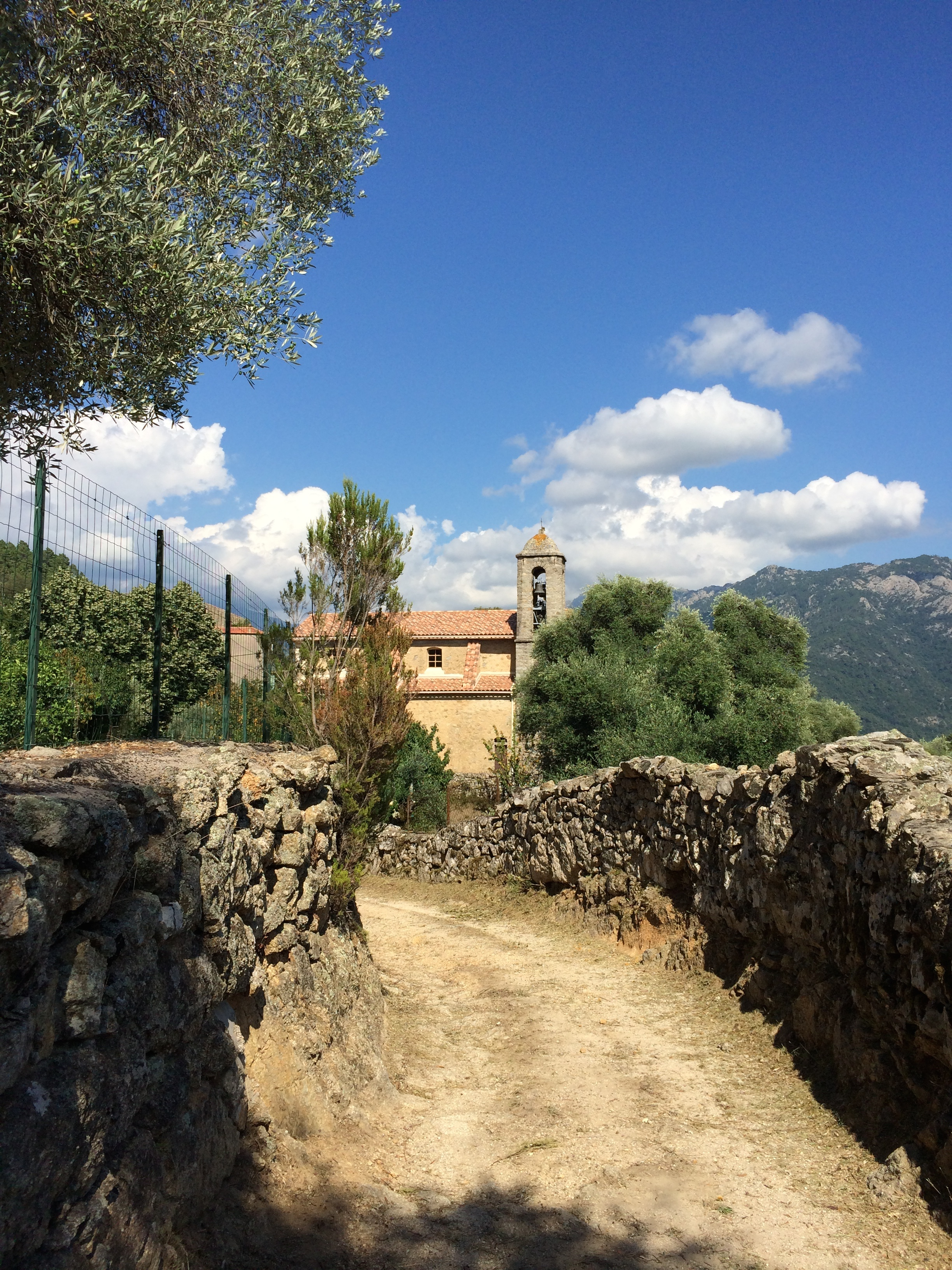
Kirche St. Lucia
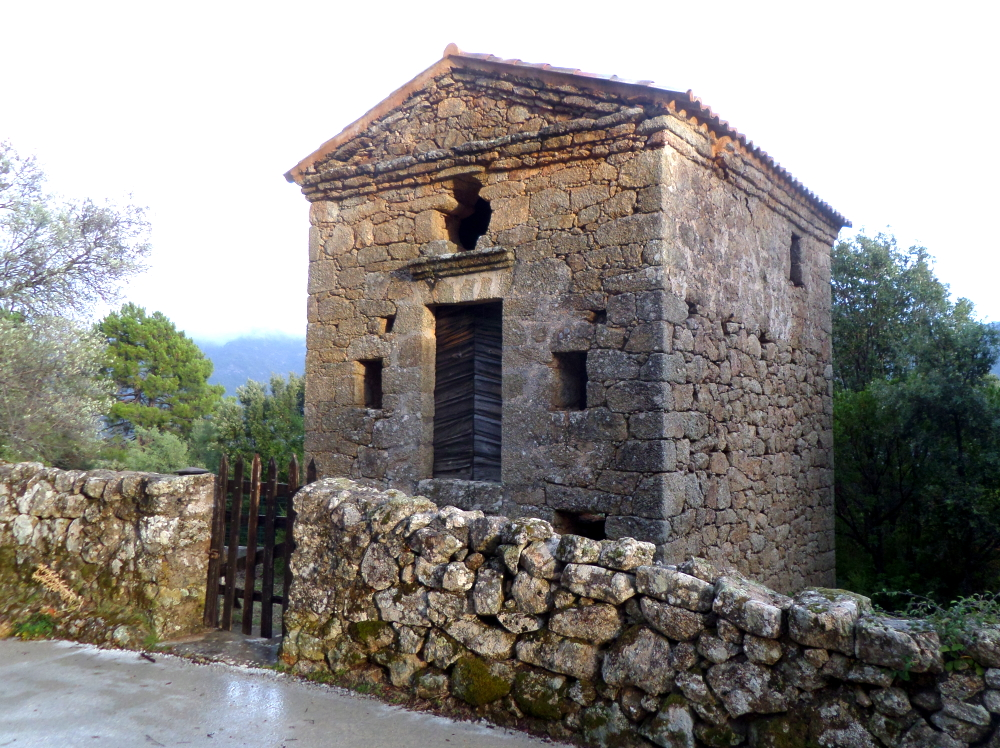
Grabkapelle
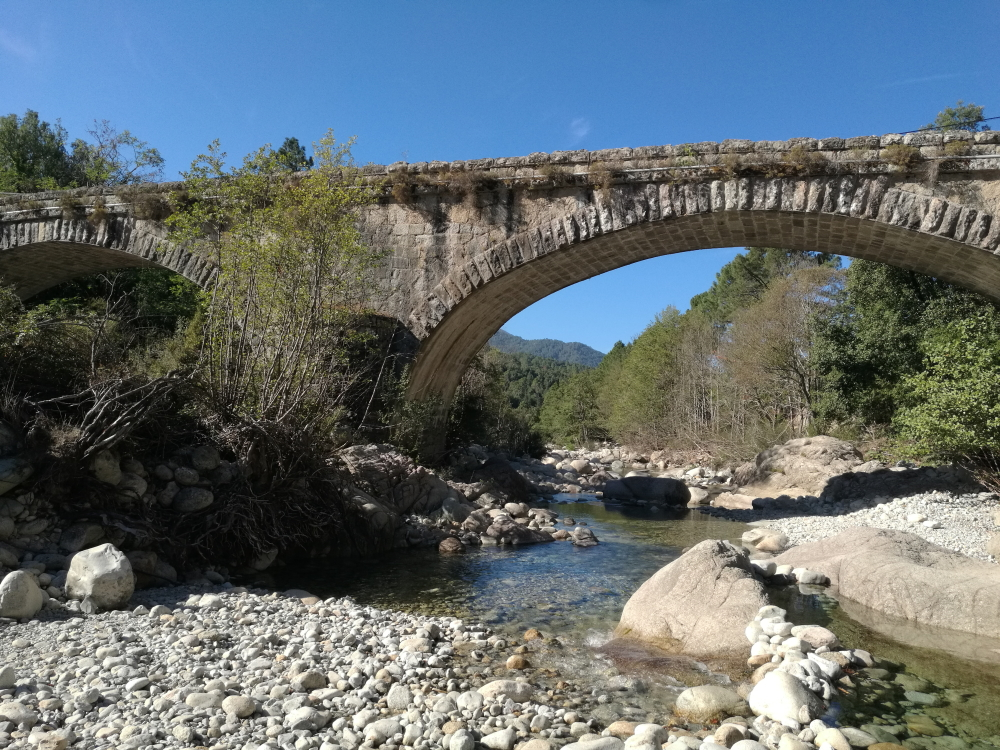
Brücke über den Cruzzini
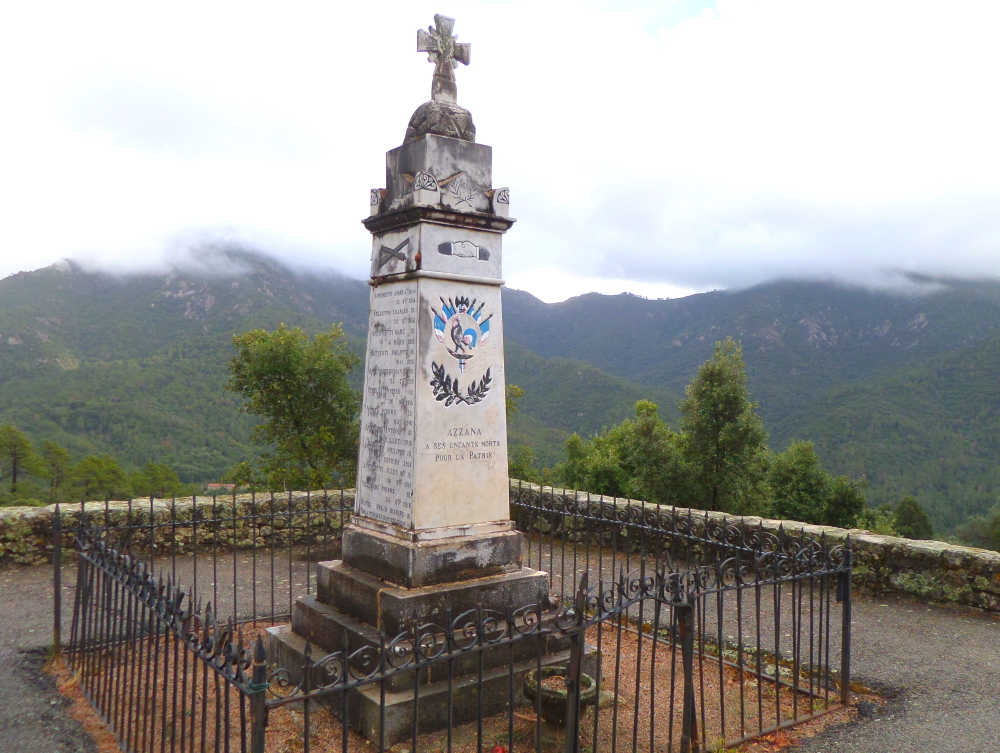
Gefallenendenkmal

## Wirtschaft und Infrastruktur
Die spärlichen landwirtschaftlich nutzbaren Parzellen in der Gemeinde Azzana dienen der Selbstversorgung der überalterten Bevölkerung (fast die Kälfte der Einwohner ist über 60 Jahre alt). Ein bescheidener Tourismus (Ferienhäuser) profitiert von der ruhigen, abgeschiedenen Lage der Gemeinde. Im Dorf gibt es ein Postamt, einen kleinen Lebensmittelladen und eine Gaststätte.
Azzana ist nur über die schmale Gebirgsstraße D 4 von Vero nach Murzo zu erreichen. Nahe der 20 Straßenkilometer südlich gelegenen Gemeinde Vero verläuft die Route nationale 193 von Ajaccio nach Corte. Im 25 Kilometer entfernten Ucciani befindet sich der nächstgelegene Bahnhof an der Bahnstrecke Bastia–Ajaccio.

## Belege
1. ↑  Azzana auf cassini.ehess
2. ↑  Azzana auf INSEE